# Sektor (Zvezdne steze)
Sektor je v domišljijskem svetu Zvezdnih stez območje prostora, po navadi označeno z nizom števil, ki označujejo njegovo lego v naši Galaksiji.
Galaksija je najprej razdeljena na štiri glavne kvadrante.